# Больвіль (Манш)
Больві́ль (фр. Bolleville) — колишній муніципалітет у Франції, у регіоні Нормандія, департамент Манш. Населення — 375 осіб (2011).
Муніципалітет був розташований на відстані близько 290 км на захід від Парижа, 90 км на захід від Кана, 45 км на північний захід від Сен-Ло.

## Історія
До 2015 року муніципалітет перебував у складі регіону Нижня Нормандія. Від 1 січня 2016 року належав до нового об'єднаного регіону Нормандія.
1 січня 2016 року Больвіль, Бодревіль, Глатіньї, Ла-Е-дю-Пюї, Мобек, Монгардон, Сен-Ремі-де-Ланд, Сен-Семфор'ян-ле-Валуа i Сюрвіль було об'єднано в новий муніципалітет Ла-Е.

## Демографія
Динаміка населення (INSEE ):
Розподіл населення за віком та статтю (2006):
| Стать | Всього | До 15 років | 15-24 | 25-44 | 45-64 | 65-85 | Понад 85 |
| --- | ------ | ----------- | ----- | ----- | ----- | ----- | -------- |
| Чоловіки | 208    | 44          | 28    | 68    | 44    | 24    | 0        |
| Жінки | 176    | 28          | 16    | 60    | 44    | 24    | 4        |
| \| Статево-вікова піраміда \| Статево-вікова піраміда \| Статево-вікова піраміда \| \| ----------------------- \| ----------------------- \| ----------------------- \| \| Чоловіки \| Вік \| Жінки \| \| 0 \| 85 + \| 4 \| \| 12 \| 80-84 \| 4 \| \| 4 \| 75-79 \| 4 \| \| 4 \| 70-74 \| 4 \| \| 4 \| 65-69 \| 12 \| \| 12 \| 60-64 \| 4 \| \| 16 \| 55-59 \| 24 \| \| 4 \| 50-54 \| 4 \| \| 12 \| 45-49 \| 12 \| \| 20 \| 40-44 \| 12 \| \| 24 \| 35-39 \| 16 \| \| 20 \| 30-34 \| 24 \| \| 4 \| 25-29 \| 8 \| \| 8 \| 20-24 \| 8 \| \| 20 \| 15-20 \| 8 \| \| 12 \| 10-14 \| 12 \| \| 20 \| 5-9 \| 16 \| \| 12 \| 0-4 \| 0 \| |        |             |       |       |       |       |          |
| Статево-вікова піраміда |        |             |       |       |       |       |          |
| Чоловіки | Вік    | Жінки       |       |       |       |       |          |
| 0 | 85 +   | 4           |       |       |       |       |          |
| 12 | 80-84  | 4           |       |       |       |       |          |
| 4 | 75-79  | 4           |       |       |       |       |          |
| 4 | 70-74  | 4           |       |       |       |       |          |
| 4 | 65-69  | 12          |       |       |       |       |          |
| 12 | 60-64  | 4           |       |       |       |       |          |
| 16 | 55-59  | 24          |       |       |       |       |          |
| 4 | 50-54  | 4           |       |       |       |       |          |
| 12 | 45-49  | 12          |       |       |       |       |          |
| 20 | 40-44  | 12          |       |       |       |       |          |
| 24 | 35-39  | 16          |       |       |       |       |          |
| 20 | 30-34  | 24          |       |       |       |       |          |
| 4 | 25-29  | 8           |       |       |       |       |          |
| 8 | 20-24  | 8           |       |       |       |       |          |
| 20 | 15-20  | 8           |       |       |       |       |          |
| 12 | 10-14  | 12          |       |       |       |       |          |
| 20 | 5-9    | 16          |       |       |       |       |          |
| 12 | 0-4    | 0           |       |       |       |       |          |

## Економіка
2010 року серед 238 осіб працездатного віку (15—64 років) 171 була активною, 67 — неактивними (показник активності 71,8%, у 1999 році було 75,9%). З 171 активної мешканців працювала 161 особа (82 чоловіки та 79 жінок), безробітними було 10 (8 чоловіків та 2 жінки). Серед 67 неактивних 15 осіб було учнями чи студентами, 36 — пенсіонерами, 16 були неактивними з інших причин.

У 2010 році в муніципалітеті числилось 159 оподаткованих домогосподарств, у яких проживали 394,0 особи, медіана доходів виносила 16 477 євро на одного особоспоживача